# 道後公園停留場
道後公園停留場（どうごこうえんていりゅうじょう）は、愛媛県松山市道後公園および道後町1丁目にある伊予鉄道城南線の停留所である。停留所番号は23。湯築城跡前停留場とも呼ばれる。市内電車（松山市内線）の3、5号線が使用する。

## 歴史
- 1926年（大正15年） - 道後公園前停留場として開業[2]。
- 2004年（平成16年）
  - 1月 - 道後温泉方面に安全地帯を設置。それまでは道幅の関係から設置されていなかった。これにより、市内電車（松山市内線）のすべての乗り場に安全地帯が整備された[2]。
  - 3月 - 軌道を西寄りに移設[2]。
  - 3月以降 - 道後公園停留場に改称[2]。

## 構造
相対式ホーム2面2線。上下線とも安全地帯付である。

### のりば
| ホーム | 路線   | 行先           |
| ------ | ------ | -------------- |
| 1      | ■3号線 | 松山市駅行き   |
| 1      | ■5号線 | JR松山駅前行き |
| 2      | ■3号線 | 道後温泉行き   |
| 2      | ■5号線 | 道後温泉行き   |

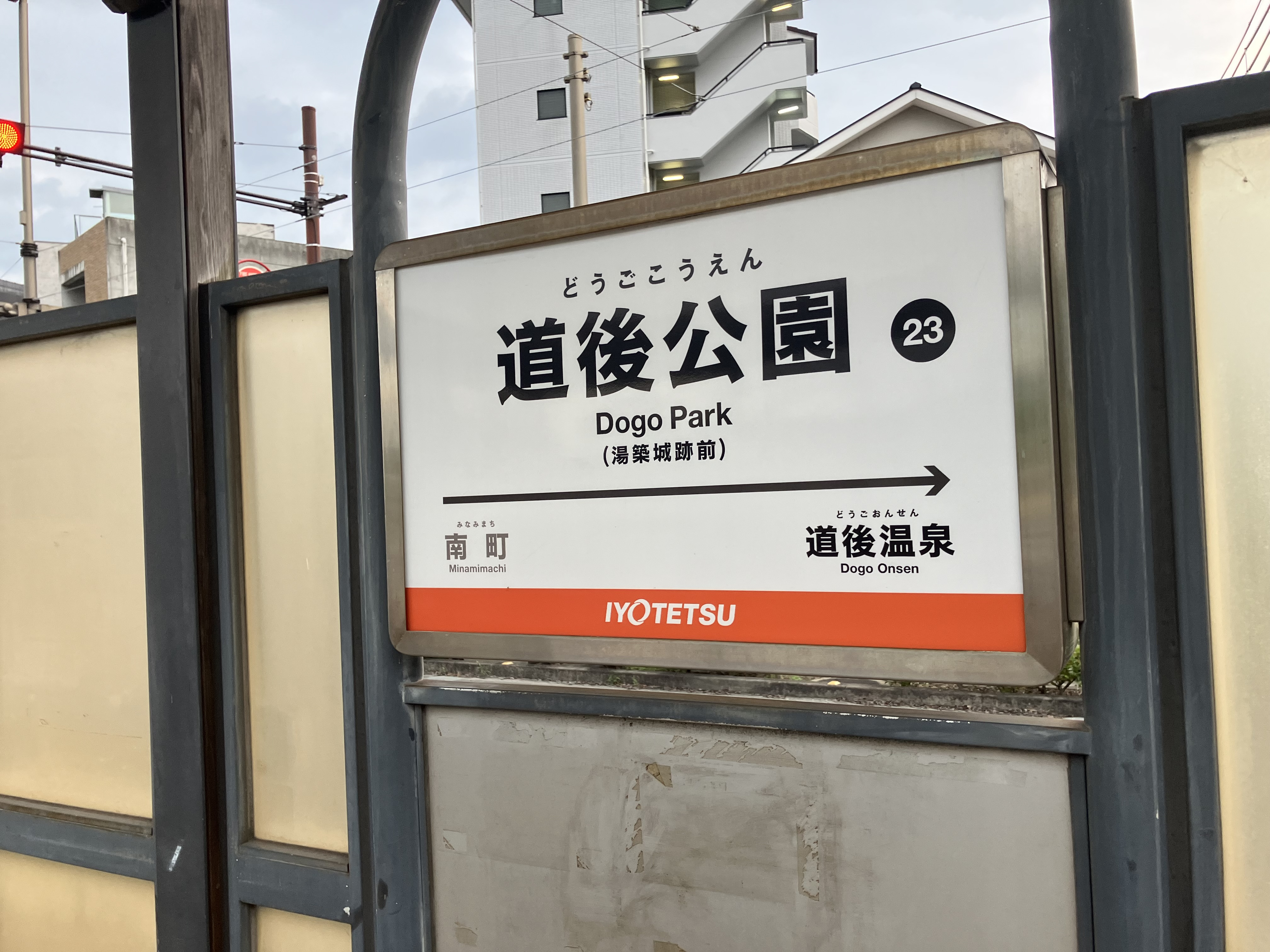
停留場の名標（2025年7月）
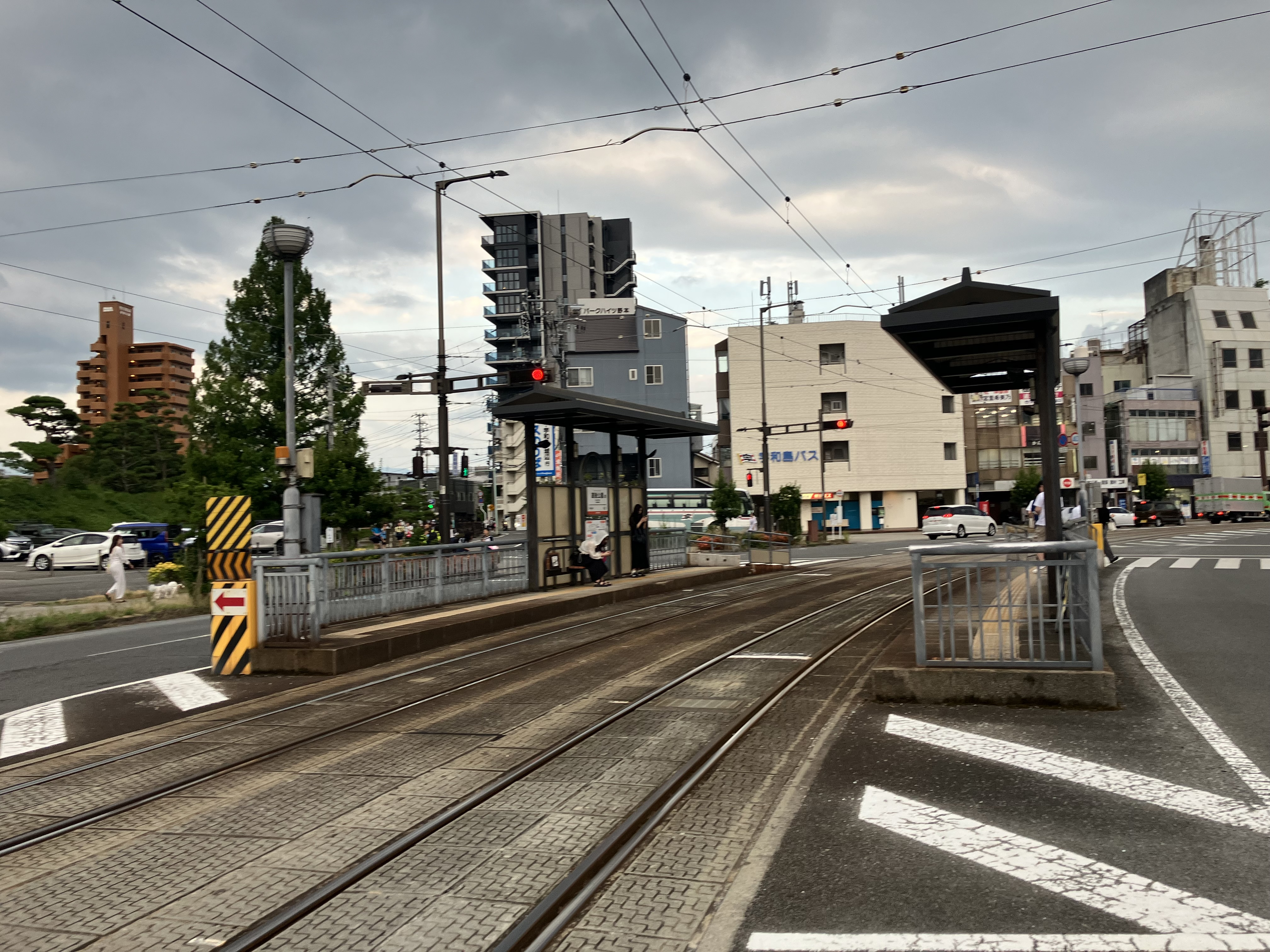
ホーム。左手が南町方面乗り場、右手が道後温泉方面乗り場（2025年7月）
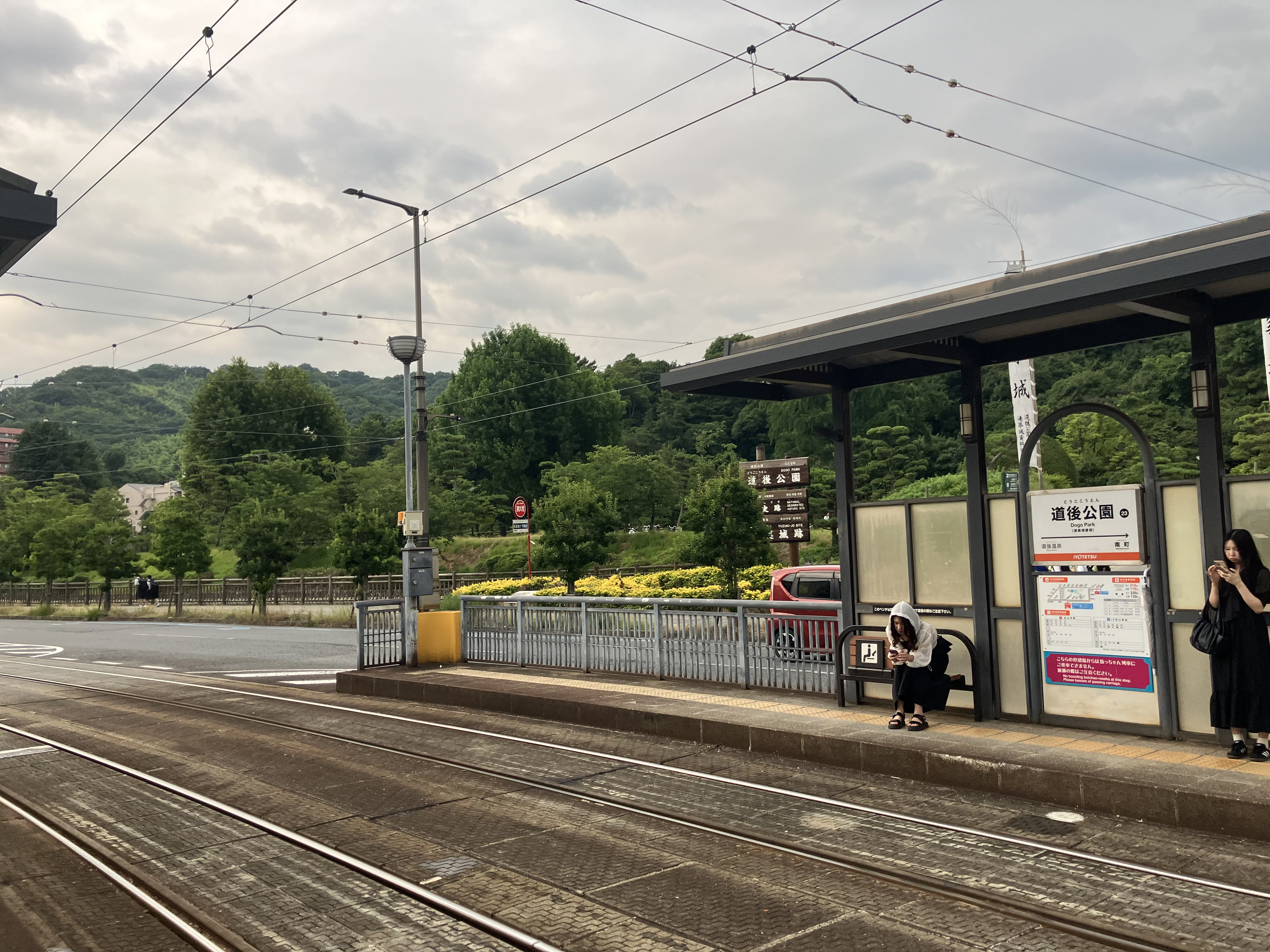
ホーム。後ろにあるのが道後公園（2025年7月）
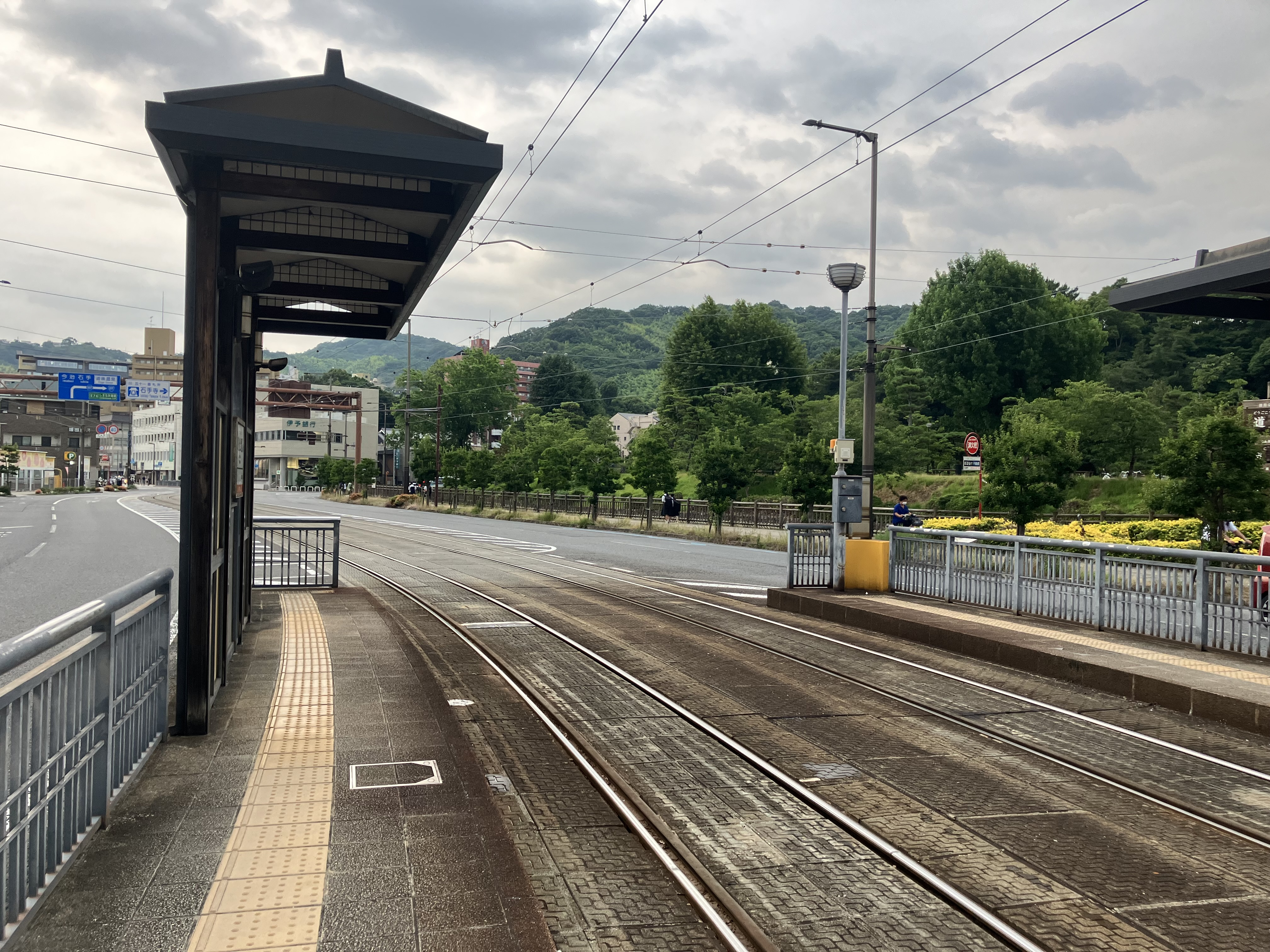
ホーム。奥に見えるのが道後温泉入口（2025年7月）

## 周辺
- 道後公園
- 湯築城跡
- 松山市役所道後支所
- フジ道後店

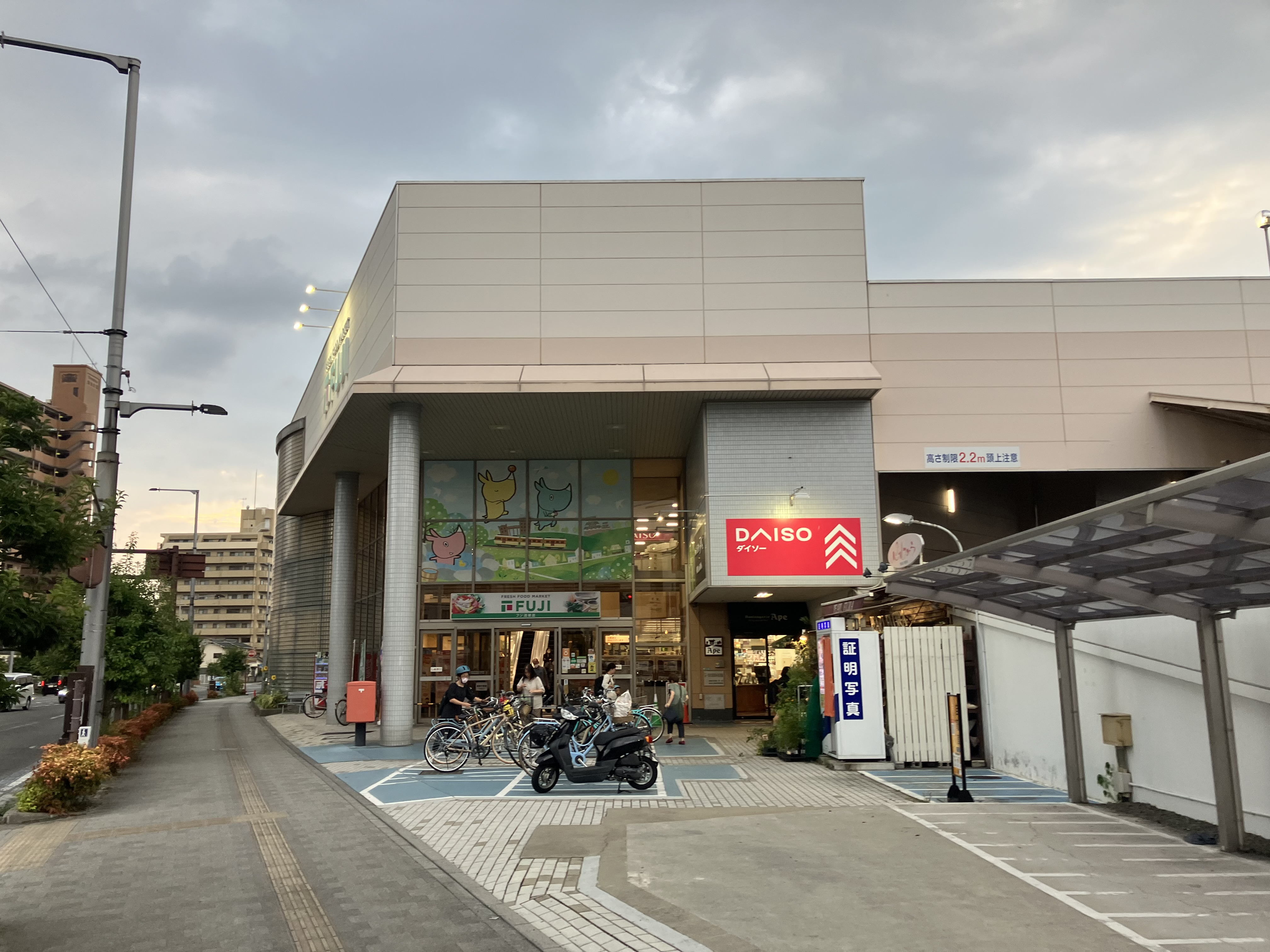
フジ道後店（2025年7月）
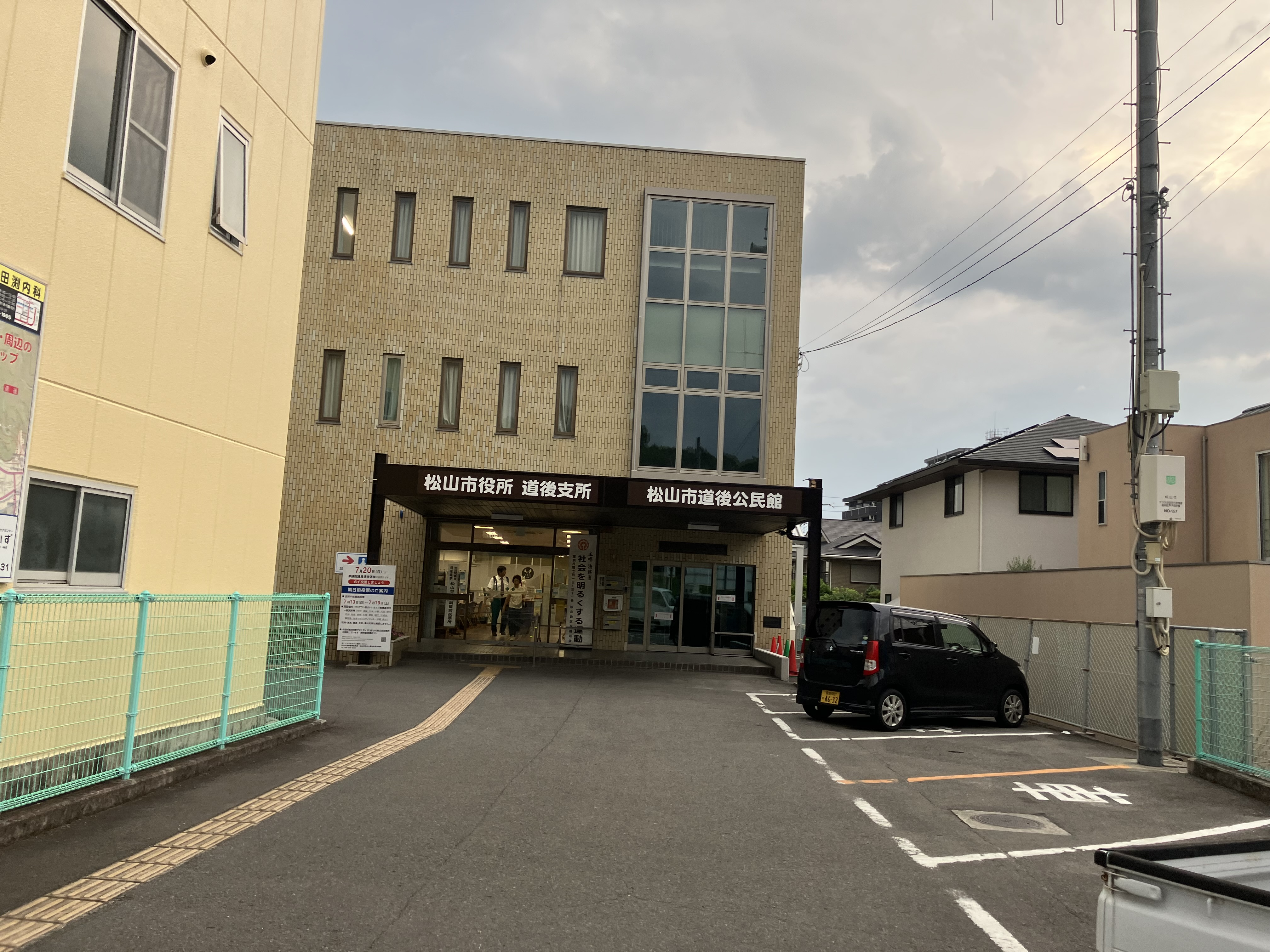
道後支所・道後公民館（2025年7月）

## バス路線
道後公園バス停からは伊予鉄バスの路線が、道後出張所からは宇和島自動車の路線が発着している。
| バス停名   | 路線番号    | 路線名      | 経路 | 運行事業者   |
| 道後公園   | （52）      | 松山空港線  | 松山空港 - 松山斎院営業所口 - JR松山駅前 - 大手町 - 松山市駅 - 市役所前 - 県庁前 - 一番町/大街道 - ロープウェイ前/喜与町 - 日赤前 - 上一万駅前 - 南町県民文化会館前 - 道後公園 - 道後温泉駅前                                               | 伊予鉄バス   |
| 道後公園   | （52）      | 松山空港線  | 松山空港 - 松山斎院営業所口 - JR松山駅前 - 大手町 - 松山市駅 - 市役所前 - 県庁前 - 一番町/大街道 - ロープウェイ前/喜与町 - 日赤前 - 上一万駅前 - 南町県民文化会館前 - 道後公園 - 道後温泉駅前 - 石手寺 - 岩堰 - 湯之元 - 奥道後 - 湧ヶ淵    | 伊予鉄バス   |
| 道後公園   | （52）      | 松山空港線  | 松山空港 - 松山斎院営業所口 - JR松山駅前 - 大手町 - 松山市駅 - 市役所前 - 県庁前 - 一番町/大街道 - ロープウェイ前/喜与町 - 日赤前 - 上一万駅前 - 南町県民文化会館前 - 道後公園 - 道後温泉駅前 - 石手寺 - 岩堰 - 湯之元 - 湯の山ニュータウン | 伊予鉄バス   |
| 道後出張所 | 松山線 急行 | 松山線 急行 | 道後出張所 - 松山市駅前 - 松山営業所 - エミフル松前 - 伊予市 - 大洲駅前 - 西予市役所前 - 卯之町営業所 - 吉田営業所 - 宇和島駅前 - 宇和島バスセンター                                                                                        | 宇和島自動車 |
| 道後出張所 | 松山線 急行 | 松山線 急行 | 道後出張所 - 松山市駅前 - 松山営業所 - エミフル松前 - 伊予市 - 大洲駅前 - 西予市役所前 - 卯之町営業所 - 吉田営業所 - 宇和島駅前 - 宇和島バスセンター - 岩松営業所 - 城辺営業所                                                              | 宇和島自動車 |
| 道後出張所 | 松山線 特急 | 松山線 特急 | 道後出張所 - 松山市駅前 - 松山営業所 - エミフル松前 - 伊予市 - 大洲インター口 - 卯之町営業所 - 吉田営業所 - 宇和島駅前 - 宇和島バスセンター                                                                                                 | 宇和島自動車 |
| 道後出張所 | 松山線 特急 | 松山線 特急 | 道後出張所 - 松山市駅前 - 松山営業所 - エミフル松前 - 伊予市 - 大洲インター口 - 卯之町営業所 - 道の駅みま - 宇和島駅前 - 宇和島バスセンター                                                                                                 | 宇和島自動車 |
| 道後出張所 | 松山線 特急 | 松山線 特急 | 道後出張所 - 松山市駅前 - 松山営業所 - エミフル松前 - 伊予市 - 大洲インター口 - 卯之町営業所 - 道の駅みま - 宇和島駅前 - 宇和島バスセンター - 岩松営業所 - 城辺営業所                                                                       | 宇和島自動車 |

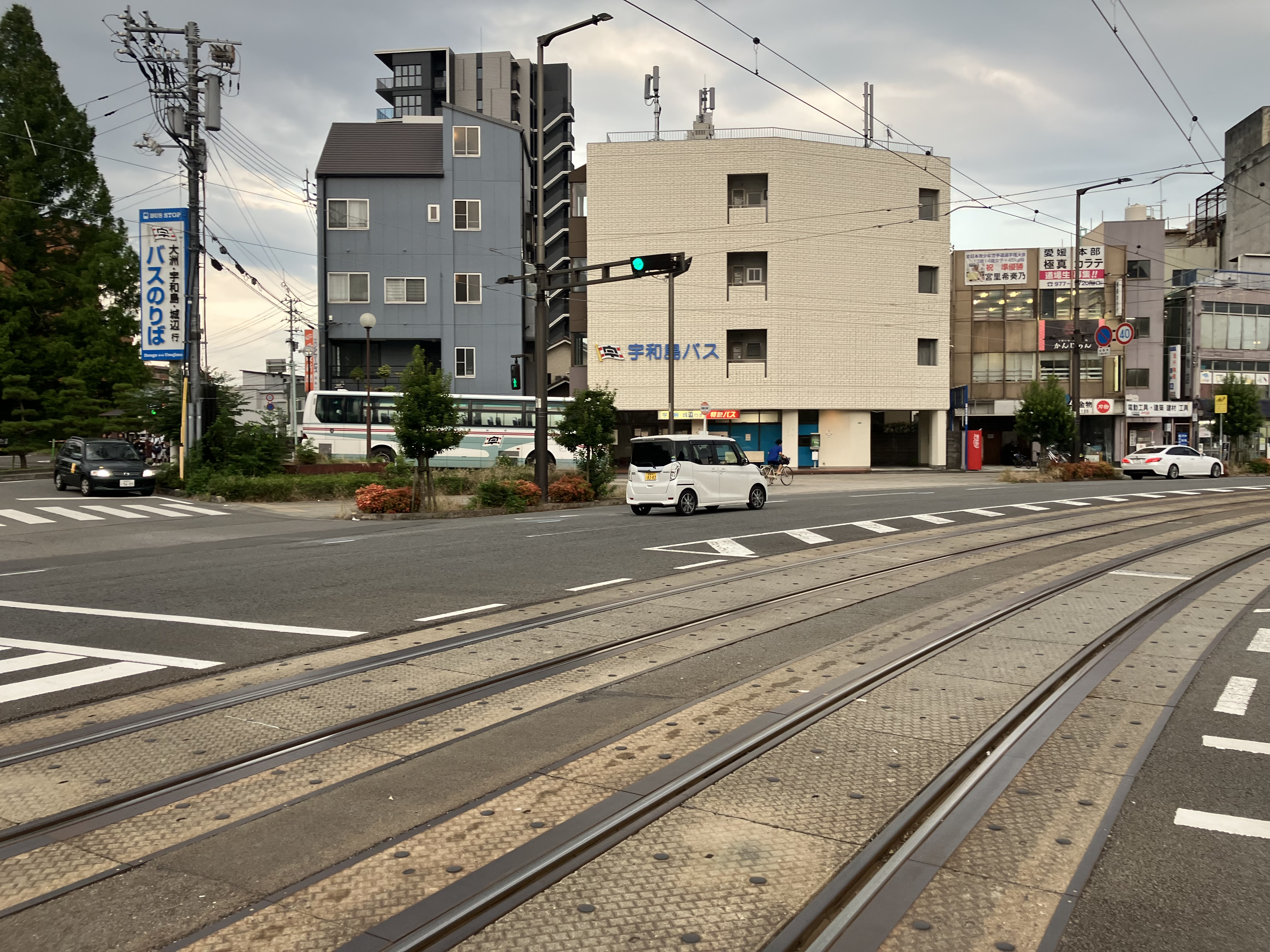
宇和島バス道後出張所（2025年7月）

## 隣の停留場
伊予鉄道
■3号線・■5号線
道後温泉駅 (24) - 道後公園停留場 (23) - 南町停留場 (22)